# Матильда Баварська
Матильда Баварська, повне ім'я Матильда Марія Терезія Генрієтта Крістіна Луїтпольда Баварська (нім. Mathilde Marie Theresia Henriette Christine Luitpolda von Bayern), (17 серпня 1877 — 6 серпня 1906) — баварська принцеса з династії Віттельсбахів, дочка короля Баварії Людвіга III та австрійської принцеси Марії Терезії, дружина принца Саксен-Кобург-Гота-Кохарі Людвіга Ґастона.

## Біографія
Матильда народилася 17 серпня 1877 року на віллі Амзеє у Ліндау, що на березі Боденського озера. Вона стала шостою дитиною та третьою донькою в родині баварського принца Людвіга та його дружини Марії Терезії Австрійської. Дівчинка мала старших сестер Адельґунду та Марію і братів Рупрехта, Карла та Франца.
Країною в цей час правив її двоюрідний дядько Людвіг II, відомий своїми архітектурними проектами. Якраз тривало будівництво замків Нойшванштайн, Ліндерхоф та Херренкімзе.
1886 короля проголосили недієздатним, і фактичним правителем став принц Луїтпольд. Матильда була його улюбленою онукою. Із матір'ю у принцеси не було близьких відносин не було. Існують припущення, що її шлюб став лише приводом залишити дім.
У різний час її ім'я пов'язували із такими кандидатами на шлюб, як італійський кронпринц Віктор Емануїл, австрійський ерцгерцог Франц Фердинанд та герцог Мадридський Хайме.
Врешті, у 22 роки Матильда пошлюбилася із 29-річним Людвігом Ґастоном Саксен-Кобург-Готським, онуком імператора Бразилії Педру II. Весілля відбулося 1 травня 1900 у Мюнхені. У подружжя народилося двоє дітей
1906 Матильда померла в Давосі від сухот. Її поховали в церкві святих Петра і Павла в Рідені.

## Творчість

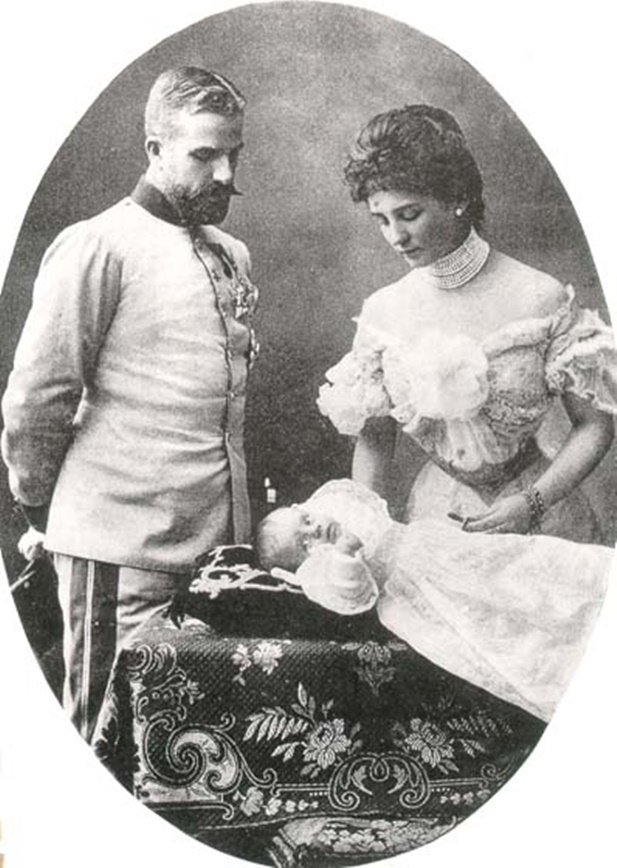
Матильда із чоловіком та сином

1910 у Мюнхені вийшла посмертна збірка віршів принцеси під назвою «Мрії та життя» («Traum und Leben»). 1913 Джон Херд переклав її на англійську як «Життя—мрії» («Life-Dreams»).

## Родина
Чоловік — Людвіг Ґастон Саксен-Кобург-Готський
Діти:
- Антоніус (1901—1970) — був одружений з Луїзою Мергофер, дітей не мав;
- Марія Іммакулата (1904—1940) — померла бездітною та неодруженою.